# Rally de Chipre de 2017
El Rally de Chipre de 2017, oficialmente 46. Cyprus Rally, fue la cuadragésimo sexta edición y la cuarta ronda de la temporada 2017 del Campeonato de Europa de Rally. Se celebró del 16 al 18 de junio y contó con un itinerario de catorce tramos sobre asfalto y tierra que sumaban un total de 219,74 km cronometrados.
El ganador de la prueba fue el catarí Nasser Al-Attiyah que consiguió su primera victoria en el ERC y la quinta en esta prueba, con lo que se convirtió en el piloto con más victorias en esta prueba superando las cuatro victorias que ostenta Sébastien Loeb. Fue acompañado en el podio por los locales, Simos Galatariotis y Panikos Polykarpou.

## Itinerario
| Día                     | Tramo | Nombre                      | Distancia | Ganador de la etapa  | Automóvil                | Tiempo  | Líder de la general |
| ----------------------- | ----- | --------------------------- | --------- | -------------------- | ------------------------ | ------- | ------------------- |
| Día 1 (17 de junio)     | SS1   | Kalo Chorio 1               | 21.66 km  | Nikolay Gryazin      | Škoda Fabia R5           | 12:46.2 | Nikolay Gryazin     |
| Día 1 (17 de junio)     | SS2   | Giorgos Kyprianou Lefkara 1 | 18.48 km  | Rauf Denktaş         | Ford Fiesta R5           | 17:13.2 | Nikolay Gryazin     |
| Día 1 (17 de junio)     | SS3   | Cytanet Analiontas 1        | 14.41 km  | Nasser Al-Attiyah    | Ford Fiesta R5           | 9:29.4  | Nasser Al-Attiyah   |
| Día 1 (17 de junio)     | SS4   | CNP Asfalistiki SSS 1       | 4.15 km   | Nasser Al-Attiyah    | Ford Fiesta R5           | 3:31.7  | Nasser Al-Attiyah   |
| Día 1 (17 de junio)     | SS5   | Kalo Chorio 2               | 21.66 km  | Nasser Al-Attiyah    | Ford Fiesta R5           | 12:36.7 | Nasser Al-Attiyah   |
| Día 1 (17 de junio)     | SS6   | Giorgos Kyprianou Lefkara 2 | 18.48 km  | Nasser Al-Attiyah    | Ford Fiesta R5           | 16:05.8 | Nasser Al-Attiyah   |
| Día 1 (17 de junio)     | SS7   | Cytanet Analiontas 2        | 14.41 km  | Panikos Polykarpou   | Mitsubishi Lancer Evo IX | 10:10.3 | Nasser Al-Attiyah   |
| Día 1 (17 de junio)     | SS8   | CNP Asfalistiki SSS 2       | 4.15 km   | Nasser Al-Attiyah    | Ford Fiesta R5           | 3:30.4  | Nasser Al-Attiyah   |
| Día 2 (18 de junio)     | SS9   | Psaltis Eneos Yeri 1        | 22.00 km  | Kajetan Kajetanowicz | Ford Fiesta R5           | 12:29.5 | Nasser Al-Attiyah   |
| Día 2 (18 de junio)     | SS10  | Cytanet Avdelero 1          | 23.43 km  | Kajetan Kajetanowicz | Ford Fiesta R5           | 15:39.6 | Nasser Al-Attiyah   |
| Día 2 (18 de junio)     | SS11  | Psaltis Eneos Yeri 2        | 22.00 km  | Nikolay Gryazin      | Škoda Fabia R5           | 12:12.5 | Nasser Al-Attiyah   |
| Día 2 (18 de junio)     | SS12  | Cytanet Avdelero 2          | 23.43 km  | Nikolay Gryazin      | Škoda Fabia R5           | 15:31.1 | Nasser Al-Attiyah   |
| Día 2 (18 de junio)     | SS13  | Love Cyprus Golden Stage 1  | 5.31 km   | Nasser Al-Attiyah    | Ford Fiesta R5           | 3:02.9  | Nasser Al-Attiyah   |
| Día 2 (18 de junio)     | SS14  | Love Cyprus Golden Stage 2  | 6.17 km   | Kajetan Kajetanowicz | Ford Fiesta R5           | 4:46.7  | Nasser Al-Attiyah   |
| Fuente:ewrc-results.com |       |                             |           |                      |                          |         |                     |

## Clasificación final
| Pos.                     | Piloto                   | Copiloto             | Automóvil                  | Equipo                      | Tiempo    | Puntos |
| ------------------------ | ------------------------ | -------------------- | -------------------------- | --------------------------- | --------- | ------ |
| 1                        | Nasser Al-Attiyah        | Mathieu Baumel       | Ford Fiesta R5             | Nasser Al-Attiyah           | 2:31:44.3 | 25+13  |
| 2                        | Simos Galatariotis       | Antonis Ioannou      | Mitsubishi Lancer Evo X R4 | Petrolina - Eni Racing Team | +6:12.0   | 18+8   |
| 3                        | Panikos Polykarpou       | Gerald Winter        | Mitsubishi Lancer Evo IX   | Psaltis Comline Rally Team  | +6:19.5   | 15+5   |
| 4                        | Christos Demosthenous    | Pambos Laos          | Mitsubishi Lancer Evo IX   | Petrolina - Eni Racing Team | +7:40.4   | 12+5   |
| 5                        | Alberto de Thurn y Taxis | Bjorn Degandt        | Škoda Fabia R5             | Alberto de Thurn y Taxis    | +8:22.3   | 10+1   |
| 6                        | Petros Panteli           | Kypros Christodoulou | Mitsubishi Lancer Evo IX   | Q8 Oils Rally Team          | +9:36.5   | 8+2    |
| 7                        | Savvas Savva             | Andreas Papandreou   | Mitsubishi Lancer Evo IX   | Savvas Savva                | +9:55.1   | 6      |
| 8                        | Stavros Antoniou         | Demetris Pieri       | Mitsubishi Lancer Evo IX   | Psaltis Eneos Rally Team    | +10:32.1  | 4+6    |
| 9                        | Alexandros Tsouloftas    | Stelios Elia         | Citroën DS3 R5             | Alexandros Tsouloftas       | +12:03.2  | 2      |
| 10                       | Rauf Denktaş             | Dervis Savarona      | Ford Fiesta R5             | Rauf Denktaş                | +12:37.4  | 1      |
| Fuente: ewrc-results.com |                          |                      |                            |                             |           |        |